# 基尔 (鸡尾酒)

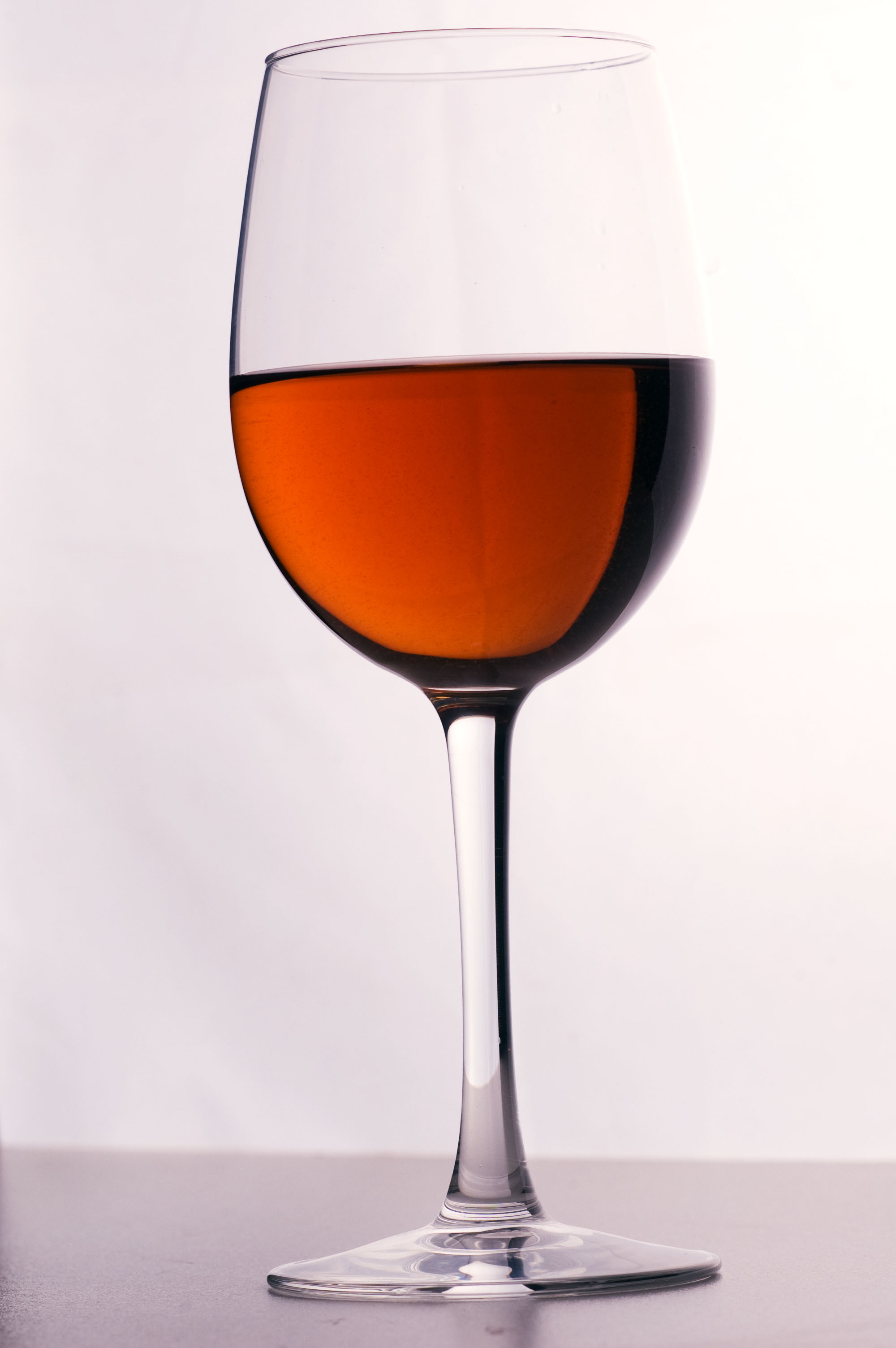
基尔酒

基尔（法語：kir）是一种法国鸡尾酒，由白葡萄酒与黑醋栗利口酒（Crème de cassis）混合而成。基尔酒源自勃艮地地区。常作为开胃酒饮用。